# Camille Lebossé
Camille Lebossé, né à Alençon le 1er juillet 1905 et mort à Rouen le 23 février 1995, est un mathématicien français.

## Biographie
Originaire d’une famille modeste (ses grands-parents maternels étaient tailleurs de pierre à Avranches), Camille Lebossé entre, après l’école communale, à l’école d’Ozé d’Alençon. Il intègre ensuite l’école normale d’Alençon, qui ne préparait alors que les deux premières années, puis de Rouen pour les deux dernières années. Sorti premier, il se présente au concours de l’École normale supérieure de Saint-Cloud où, un moment tenté par l’étude de l’anglais, il opte, après beaucoup d’hésitation, pour la branche scientifique sous l’influence du directeur de l’école, Félix Pécaud, homme très ouvert et très libéral. Sorti premier de sa promotion, il enseigne les mathématiques à l’école normale d’Évreux de 1928 à 1932.
Encouragé par l’inspecteur général de mathématiques, il quitte Évreux en 1932 pour Montpellier afin de suivre les cours de préparation spécifique au concours d'agrégation. Reçu cinquième en 1934, il reçoit, après son mariage avec une Alençonnaise, un poste au lycée Corneille de Rouen. Deux ans plus tard, il obtient son changement pour le lycée Pasteur de Neuilly-sur-Seine où il enseignera jusqu’en 1939.
À cette époque, les éditions Nathan qui cherchent à lancer une collection de manuels de mathématiques destinés aux lycées s’adressent à Félix Pécaud qui leur recommande Camille Lebossé. Destiné aux classes de 5e, le premier manuel qu’il sort avec le concours de son ancien condisciple Corentin Hémery dont il a sollicité la collaboration, rencontrera très vite un grand succès mais la Seconde Guerre mondiale, puis la fermeture des éditions Nathan, pour cause de « judaïté », viendront retarder la parution des ouvrages suivants.
Mobilisé le 5 septembre 1939 à Caen, puis dans la région d’Avesnes, au 142e régiment d’artillerie lourde où il fait partie de l’état-major, Camille Lebossé est fait prisonnier en juin 1940 avec toute sa compagnie aux Rouges-Eaux dans les Vosges. Il sera prisonnier de guerre de septembre 1940 à mai 1945 à l’Oflag XVII-A, à Edelbach en Autriche.
De retour dans sa ville natale le 12 mai 1945, Camille Lebossé reprend sa carrière dans l’enseignement à Paris au lycée Jacques-Decour, puis au lycée Claude-Bernard en classe préparatoire. À sa retraite en 1970, Camille Lebossé quitte Paris pour rejoindre sa famille à Rouen où il meurt 25 ans plus tard. Il est enterré à Alençon.
La mise en place, par le recteur Zamansky, de la réforme des mathématiques dites « modernes » sonnera le glas de la collection Lebossé-Hémery dont les manuels furent à l’enseignement des mathématiques ce que le Bled et le Bescherelle furent à celui du français.
Camille Lebossé a été décoré de la Légion d'honneur.